# Пси 2: Остання кров
«Пси 2: Остання кров» (пол. Psy 2. Ostatnia krew) — польський кримінальний трилер 1994 року режисера Владислава Пасіковського. Фільм вийшов на екрани 5 квітня 1994 року і є продовженням фільму «Пси» 1992 року, за яким наступили роман «Пси 2.5: В ім'я кохання» і фільм «Пси 3: В ім'я принципів» 2020 року. У головних ролях були Богуслав Лінда, Цезарій Пазура та Артур Жмієвський.

## Сюжет
Польща, 1994 рік. Францішек Маурер звільняється з в'язниці. Він влаштовується на роботу до Радослава Вольфа, торговця зброєю, який щойно повернувся з Сербії. Маурер залучає до банди колишнього колегу з поліції, «Нового». Франц не знає, що весь цей час «Новий» підтримує зв'язок з майором Б'єнем. Коли Франц, Вольф і «Новий» мають організувати перевезення зброї до Сараєва вантажівками, Франц інформує поліцію про заплановане перевезення. В останній момент ватажки банди змінюють план і вирішують скористатися потягом. Франц змушений самостійно зупинити навантажений зброєю потяг.

## Акторський склад
- Богуслав Лінда — Франц
- Цезарій Пазура — Новий
- Артур Жмієвський — Радослав Вульф
- Маґдалена Дандоурян — Надя
- Валерій Прійомичов — Савчук
- Збіґнєв Бєльський — Канєвський
- Александер Беднарз — Б'єн
- Едвард Лінде-Лубашенко — Стопчик
- Ян Махульський — Валенда
- Славомір Сулей — Вирек
- Єжи Зельнік — Сажинський
- Томаш Дедек — Вавро
- Сергій Шакуров — Якушин
- Пйотр Зайченко — Ґанц
- Івона Катажина Павлак — Маріола Моравець

## Оцінки
Фільм став найкасовішим польським фільмом року, зібравши 700 000 глядачів, і четвертим у польському прокаті за підсумками 1994 року.